# Haplochromis humilior
Haplochromis humilior är en fiskart som först beskrevs av Boulenger, 1911.  Haplochromis humilior ingår i släktet Haplochromis och familjen Cichlidae. IUCN kategoriserar arten globalt som otillräckligt studerad. Inga underarter finns listade i Catalogue of Life.